# Петриченко, Виолина Анатольевна
Петриченко Виолина Анатольевна (укр. Петриченко Віоліна Анатоліївна, род. 18 июня 1984, Запорожье) — пианистка, педагог. Лауреат международных конкурсов. С 2010 живёт и работает в Кёльне. В репертуаре — романтическая фортепианная классика. Популяризатор украинской классической музыки и культуры. Записала альбомы украинской фортепианной музыки XX века.

## Биография
Окончила с отличием теоретическое (2003) и фортепианное (2004, класс А. Казарян) отделения Запорожского музыкального училища. До 2007 училась в Национальной музыкальной академии Украины (кл. фортепиано Б. Архимовича), в 2007-10 — в Высшей школе музыки Веймара (кл. Я. Лёйшнера), в 2010-14 — в Высшей школе музыки Кёльна (кл. Я. Лёйшнера), в 2014-16 — в Университете искусств Фолькванг (Эссен, кл. Е. Синайского). Вместе с саксофонисткой Кирстин Нидерштрассер основала дуэт «Duo Kiol». Посещала мастер-классы таких пианистов как П. Нотч, Ф. Радош, Дж. Свонн, Е. Сковородников, К. Эльзер, П.-Л. Эмар.
Гастролировала по Украине и за рубежом (Австрия, Голландия, Испания, Германия, Франция, Чехия). Участвовала во многих фестивалях: Байройтский фортепианный фестиваль, Фестиваль европейской музыки (оба — Байройт), Фестиваль фортепианной музыки (Рёсрат), «Звук миров» (Бад-Нойенар-Арвайлер, все — Германия), «Музыкальные дни в Альт Кайнахер» (Австрия), «Контрасты» (Львов). Художественный руководитель и организатор дней украинской музыки в Мюнстере (Германия). С 2010 проживает в г. Кёльн, преподаёт в собственном фортепианном классе, ведёт активную концертную деятельность, выступает на немецком радио и телевидении. С целью популяризации украинской музыки в Европе осуществила записи фортепианных произведений украинских композиторов. Член жюри фестиваля «Concours-festival: répertoire pianistique moderne» (2016).

## Дискография
- «Slavic Nobility» (фортепианные произведения А. Скрябина, В. Косенко). — Аrs, 2014
- «Ukrainian Moods» (фортепианные произведения В. Косенко, Л. Ревуцкого, Н. Колессы, И. Шамо, Ю. Шамо). — ARS, 2015
- «The Silenced Voice of Vasyl Barvinsky» (фортепианные произведения В. Барвинского). — Accelerando, 2017.

## Награды
Обладательница многочисленных наград и стипендий от Высшей школы музыки им. Ф. Листа, Нового фонда им. Ф. Листа, Классического фонда (все — г. Веймар), фондов Р. Вернера и К. Дёркена, А. Рутс, Т. Ролера, университета искусств Фолькванг (г. Эссен) и др.